# Axel Hultgren
Axel Gustaf Emanuel Hultgren, född 16 november 1886 i Förlösa, Kalmar län, död 15 maj 1974 i Danderyd, var en svensk metallograf.
Efter sin bergsingenjörsexamen 1908 arbetade han kort på Axeltorps Kaolinfabrik och som lärare i Härnösand och Katrineholm, varpå följde en assistenttjänst på Kungliga Tekniska högskolans materialprovningsanstalt i Stockholm 1911–1914. Mellan åren 1915 och 1932 arbetade han i industrin bland annat som chef för laboratorium och härdverk hos Svenska Kullagerfabriken samt som forskningsingenjör på Söderfors bruk. Året 1932 började han som lärare på Bergsavdelningen vid Kungliga Tekniska högskolan i Stockholm och mellan 1937 och 1951 innehade han den nyinrättade professuren i metallografi där.
Hultgren arbetade med och studerade många aspekter av metallurgin och metallografin som ingenjör och senare som forskare. Praktiskt arbetade han med värmebehandling av stål och metallografi, samt hårdhetsprovning. Teoretiskt intresserade han sig för kolets inverkan i stål och järn, alltså karbidernas sammansättning samt struktur och grafitens bildning. Hans gedigna kunskap och krav på logisk skärpa och objektiv bedömning avspeglar sig förutom i de många artiklarna även i tryckta diskussioner. Han fick artiklar publicerade så sent som 1973.
Hultgren invaldes 1930 som ledamot av Ingenjörsvetenskapsakademien och blev 1945 ledamot av Vetenskapsakademien.